# Holcosus festivus
La ameiva centroamericana (Holcosus festivus) es una especie de lagarto que pertenece a la  familia Teiidae. Es nativo del norte de Colombia, Panamá, Costa Rica, Nicaragua, Honduras, Guatemala, Belice, y el sur de México, y posiblemente El Salvador. Su rango altitudinal oscila entre 100 y 1000 m s. n. m..
Esta especie prefiere prefiere hábitats tropicales con temperaturas cálidas, alta humedad, precipitación abundante y vegetación densa. Estas lagartijas prosperan en ambientes donde pueden encontrar áreas abiertas para termorregularse al sol, mientras que también tienen acceso a refugios entre la vegetación densa de selvas y bosques tropicales.

## Taxonomía
Se reconocen las siguientes subespecies:
- Holcosus festivus edwardsii (Bocourt, 1873)
- Holcosus festivus festivus (Lichtenstein, 1856)
- Holcosus festivus occidentalis (Taylor, 1956)